# Lenguas arhuácicas
Las lenguas arhuacas constituyen un subgrupo formado por al menos cinco lenguas chibchas estrechamente emparentadas entre sí. En la actualidad sólo tres de ellas siguen siendo habladas.

## Clasificación
Las lenguas arhuacas constituyen un grupo compacto dentro de las lenguas chibcha. Desde el punto de vista de las similitudes léxicas se plantea el siguiente árbol filogenético:

|  | ikun                                              |
|  |                                                   |
|  | \| \| Damana \| \| \| \| \| \| Kankuí \| \| \| \| |
|  |                                                   |
|  | Damana                                            |
|  |                                                   |
|  | Kankuí                                            |
|  |                                                   |

|  | Damana |
|  |        |
|  | Kankuí |
|  |        |

|  | ikun                                              |
|  |                                                   |
|  | \| \| Damana \| \| \| \| \| \| Kankuí \| \| \| \| |
|  |                                                   |
|  | Damana                                            |
|  |                                                   |
|  | Kankuí                                            |
|  |                                                   |

|  | Damana |
|  |        |
|  | Kankuí |
|  |        |

## Descripción lingüística

### Fonología
El inventario consonántico de las lenguas arhuacas es el siguiente:
|                       | Labial | Alveolar            | Palatal | Velar   | Glotal |
| --------------------- | ------ | ------------------- | ------- | ------- | ------ |
| No-continuante sorda  | p      | t                   | tš      | k       | ʔ[d]   |
| No-continuante sonora | b      | d                   | dž[k]   | g       |        |
| Continuante sorda     |        | s                   | š[i]    |         | h[i]   |
| Continuante sonora    |        | z                   | ž       |         |        |
| líquidas              |        | l[i], ɾ[k], r[i][k] |         |         |        |
| Nasal                 | m      | n                   |         | ŋ[k][d] |        |

Los fonemas sin subíndices son comunes a todas las lenguas arhuacas sobrevivientes, el resto de fonemas puede faltar en alguna de las lenguas. Así el superíndice [i] indica que el fonema falta en ika, [k] que falta en kogui y [d] que falta en damana.

### Comparación léxica
Los numerales en diferentes variedades arhuacas son:
| GLOSA | Kogui    | Damana (Malayo) | Iku      | PROTO- ARHUACO |
| ----- | -------- | --------------- | -------- | -------------- |
| '1'   | éizua    | škwa            | inʔgui   | *ekwa          |
| '2'   | móuʒuə   | moa             | mouga    | *móuga         |
| '3'   | máiguə   | maigwa          | máikʌnɨ  | *máigwa        |
| '4'   | məkkáiwə | makegwa         | maʔkeiwa | *maʔkáiwa      |
| '5'   | hačígwə  | ʉjčgwa          | asewa    | *atigwa        |
| '6'   | teiʒúwə  | tainwa          | čingwa   | *teingwa       |
| '7'   | kúguə    | kugwa           | koga     | *kugwa         |
| '8'   | ábiguə   | ambiɡwa         | abewa    | *abiwa         |
| '9'   | etáguə   | ijkagwa         | ikawa    | *ikawa         |
| '10'  | uguá     | ugwa            | uga      | *ugwa          |